# Terremoto de Valdivia de 1575
El terremoto de Valdivia de 1575 fue un sismo registrado a las 14:30 (hora local) del 16 de diciembre de 1575, con un epicentro ubicado en las cercanías de la recién fundada ciudad chilena de Valdivia. El sismo se sintió en la totalidad del llamado Reino de Chile, una gobernación del Imperio español, afectando principalmente a las ciudades de Valdivia, Santiago, Concepción y los fuertes y ciudades al sur del río Biobío. Se estima que el terremoto tuvo una magnitud cercana a los 8,5 MS, y generó un maremoto devastador.

## Descripción
El 17 de marzo del mismo año, un terremoto de 7,3 MS azotó Santiago, dejando únicamente daños menores; lo que fue considerado por la población (profundamente católica) como una señal de precaución dada por Dios. 
El terremoto que afectó principalmente a la ciudad de Valdivia, generó gran caos y destruyó casi la totalidad de las edificaciones del lugar. Según las crónicas de la época, el río Calle-Calle se partió en dos, con un sector transversal seco dejando dos corrientes en sentidos opuestos. Posteriormente, el mar se recogió para avanzar en forma de maremoto arrasando con las ruinas de la ciudad.

No se puede pintar ni descubrir la manera de esta furiosa tempestad que parecía ser el fin del mundo, cuya prisa fue tal que no dio lugar a muchas personas a salir de sus casas, y así perecieron enterradas en vida, cayendo sobre ellas las grandes máquinas de los edificios. [...] Se vio en el caudaloso río, por donde los navíos suelen subir sin riesgo, una cosa notabilísima, y fue que en cierta parte de él se dividió el agua corriendo la una parte de ella hacia la mar, y la otra parte río arriba [...] Ultra de esto salió la mar de sus límites y linderos, corriendo con tanta velocidad por la tierra adentro como el río de más ímpetu del mundo. Y fue tanto su furor y su braveza, que entró tres leguas por la tierra adentro, donde dejó gran suma de peces muertos, de cuyas especies nunca se habían visto en este reino. Y entre estas borrascas y remolinos se perdieron dos navíos que estaban en este puerto, y la ciudad quedó arrasada por tierra, sin quedar pared en ella que no se arruinase.
Crónica de la época

El Gobernador Rodrigo de Quiroga envió una misiva al Rey fechada en Santiago el 2 de febrero de 1576. La parte referida al terremoto se reproduce textualmente:

Algunos prodigios ha habido en este reino de dos meses a esta parte, porque a los diez y seis de diciembre del año pasado hubo un terremoto y temblor tan grande que en un momento derribó las casas y templos de cinco ciudades, que fueron La Imperial, Villarrica, Osorno, Castro y Valdivia, y salió la mar de su curso ordinario, de tal manera que en la costa de La Imperial se ahogaron casi cien ánimas de indios, y en el puerto de Valdivia dieron al través dos navíos que allí estaban surtos, y mató el temblor veintitantas personas, entre hombres, mujeres y niños. Yo he procurado y procuro con todo calor el reparo de todo ello por la mejor orden que me ha parecido. Espero en Nuestro Señor habrá buen efecto, yo he mandado hacer plegarias y procesiones suplicando a Nuestro Señor alce de sobre nosotros su indignación.
Rodrigo de Quiroga

Otras ciudades se vieron gravemente afectadas. Las casas y templos de La Imperial, Villarrica, Osorno y Castro quedaron destruidas, lo que se sumó al inicio de una nueva rebelión mapuche en las zonas conquistadas. Un cerro se derrumbó en la desembocadura del lago Riñihue acumulando las aguas del complejo de los Siete Lagos; finalmente en abril del año siguiente, la presión del agua acumulada rompió la represa y esta bajó a lo largo de la cuenca del río San Pedro, inundando en forma desastrosa una extensa región en la que estaba incluida la ciudad de Valdivia.
Las características de este terremoto han sido frecuentemente comparadas con las del Gran Terremoto que azotó la misma zona en 1960 y que, con 9,5 grados en la escala sismológica de magnitud de momento, es el más fuerte registrado en la historia de la humanidad. Dentro de las semejanzas se encuentran el devastador maremoto, y la acumulación de material en el lago Riñihue (que en 1960 daría origen al famoso Riñihuazo).
Estudios actuales realizados por los geógrafos Marcos Cisternas y Marcelo Lagos han demostrado que terremotos similares (denominados Gigantes) tienen un patrón de ocurrencia cercano a los 300 años, encontrándose evidencia que data eventos similares en los siglos I, VII, XI y XIV.